# Gornji Vaganac
Gornji Vaganac – wieś w Chorwacji, w żupanii licko-seńskiej, w gminie Plitvička Jezera. W 2011 roku liczyła 125 mieszkańców.